# Erwin Glonnegger
Erwin Glonnegger (Aulendorf, 19 de maig de 1925 - Ravensburg, 6 de febrer de 2016) fou un autor i editor de jocs alemany. Durant dècades, va ser responsable dels jocs de taula a l'editorial alemanya Ravensburger i fou una figura clau en la generalització i popularització dels jocs de taula a partir de la dècada de 1970.

## Biografia
Glonnegger va treballar inicialment com a llibreter a Aulendorf, abans de ser cridat a files el 1943. Després de la guerra, va estar durant dos anys presoner de les forces estatunidenques. El 1949, Glonnegger va entrar a treballar a l'empresa editora Ravensburger Verlag i hi va romandre 36 anys fins a la seva marxa el 1985. Els primers anys hi treballà com a representant dels seus llibres educatius; viatjant per Alemanya, va veure molts vells jocs de Ravensburger sense vendre a les golfes de les botigues. Els va comprar i els va utilitzar per iniciar la gran col·lecció de jocs de Ravensburger; així, entre 1959 i 1969 va elaborar un arxiu on es documentava quasi per primera vegada la història dels jocs de taula. En aquella època, va ser traslladat al departament de jocs de l'empresa, que es va convertir en la seva responsabilitat total el 1959; ara estava a càrrec de la línia completa de jocs de Ravensburger; fins i tot l'aparició dels primers trencaclosques d'aquesta empresa recau el 1964 sota la seva iniciativa.
Glonnegger va reconèixer la tendència cap a la internacionalització del mercat de jocs i va entrar en contacte amb nombrosos autors, les idees dels quals va implementar d'acord amb ells. A Revensburger va dirigir la producció de diversos jocs, entre els quals destaquen Memory, Malefiz (de Werner Schöppner, més conegut als Països Catalans com Barricada), molts jocs dʼAlex Randolph i molts jocs de Max Kobbert, autor de la sèrie Labyrinth. Fou precisament en Glonnegger l'encarregat de l'edició del primer Spiel des Jahres, Hase und Igel (La llebre i la tortuga, literalment «La llebre i l'eriçó») d'en David Parlett. En la seva tasca com a editor va canviar de manera definitiva la manera en què s'enfocava la producció de jocs contemporanis. Glonnegger va saber reconèixer que podria haver-hi una ràpida internacionalització del mercat dels jocs, i va entrar en contacte amb nombrosos autors, amb els quals va treballar per introduir noves idees en els jocs. Va ser la primera persona en la indústria del joc de taula que va saber veure que un joc és una obra de creació i que, per tant, el paper dels autors hi és fonamental i irreemplaçable; fins llavors, lʼautor era una peça més en una producció de caràcter industrial.
A banda de la seva tasca d'editor, Erwin Glonnegger també es va dedicar a estudiar els jocs i la seva història. En aquest camp va escriure diversos llibres, entre els quals destaca especialment Das Spiele-Buch («El llibre dels jocs»), publicat per primera vegada el 1988 i del qual ja se n'han fet diverses edicions. Amb un disseny de Johann Rüttinger (que li va fer guanyar el premi al llibre més bell dʼAlemanya), Das Spiele-Buch és un llibre de referència sobre els jocs de taula, des dels de lʼantiguitat fins als més recents i és la primera vegada en una publicació que els jocs són identificats amb el nom de lʼautor.

### Premis i honors
El 1985 li fou atorgada la Bundesverdienstkreuz («Creu federal del mèrit», un dels més alts guardons alemanys) pel seu compromís amb el públic pel que fa a la divulgació dels jocs moderns. El 2013 li fou concedit el premi especial Dau Barcelona a una vida dedicada al món dels jocs.